# آيت إيلوسن (زايدة)
آيت إيلوسن هي إحدى مشيخات المملكة المغربية، تتبع جغرافيا لإقليم ميدلت وإداريًا لزايدة. يقدر عدد سكانها بـ 467 نسمة حسب الإحصاء الرسمي للسكان والسكنى لسنة 2004.